# Kościół św. Mikołaja w Siedleminie
Kościół świętego Mikołaja w Siedleminie – rzymskokatolicki kościół parafialny należący do parafii pod tym samym wezwaniem (dekanat Jarocin diecezji kaliskiej).
Jest to świątynia wzniesiona w latach 1846–1848. W latach 1925–27 została przebudowana według projektu Rogera Sławskiego, wybitnego architekta z Poznania. W ołtarzu głównym jest umieszczona figura patrona świątyni, wykonana w XVII wieku. W jednym z bocznych ołtarzy znajduje się obraz św. Rocha. Budowlę otacza kamienny mur, na słupach bramy są umieszczone dwie figury Chrystusa i Matki Boskiej. Kościół został ufundowany przez Stanisława Modlibowskiego. Obecny jego wygląd to efekt wspomnianej wyżej przebudowy i rozbudowy. Zmieniony został jego plan, z podłużnego na kształt krzyża poprzez dobudowanie dwóch skrzydeł od strony północnej i południowej w stylu barokowym. Główny ołtarz został umieszczony w nowej, północnej części, natomiast chór i brama wejściowa do świątyni zostały ulokowane w części południowej. Dawne wejście jest obecnie wejściem bocznym. W 1929 roku budowla została poświęcona